# Mestno gledališče, Hošiminh
Mestno gledališče mesta Hošiminh, znano tudi kot Sajgonska operna hiša (vietnamsko Nhà hát Thành phố Hồ Chí Minh), je operna hiša v mestu Hošiminh v Vietnamu. Je primer francoske kolonialne arhitekture v Vietnamu.
Stavba s 500 sedeži, ki jo je leta 1897 zgradil francoski arhitekt Eugène Ferret kot Opéra de Saïgon, je bila od leta 1956 do 1967 dom enodomne narodne skupščine in nato dvodomne skupščine: spodnji dom (Hạ Nghị Viện) in senat ali zgornji dom. Hiša (Thượng Nghị Viện) narodne skupščine Južnega Vietnama po letu 1956. Prav tako je gostila ljudsko skupščino (Đại hội đại biểu Nhân dân) republike Južni Vietnam od leta 1975. Šele leta 1976 je bila ponovno uporabljena kot gledališče, leta 1995 pa je bila obnovljena fasada.

## Arhitektura
Mestno gledališče je manjši dvojnik operne hiše v Hanoju, ki je bila zgrajena med letoma 1901 in 1911 in je oblikovana kot Opéra Garnier v Parizu z 800 sedeži za zabavo francoskih kolonistov. Mestno gledališče ima svoje posebnosti zaradi dela arhitekta Félixa Olivierja, gradnja pa je leta 1900 potekala pod nadzorom arhitektov Ernesta Guicharda in Eugèna Ferreta.
Arhitekturni slog je pod vplivom razkošnega sloga francoske Tretje republike, s fasado v obliki Petit Palais, ki je bila zgrajena istega leta v Franciji. Hiša je imela parter s sedeži in dve nadstropji s sedeži zgoraj, nekoč pa je lahko sprejela 1800 ljudi. Oblikovanje vseh napisov, dekorja in opreme je narisal francoski umetnik in poslal iz Francije.
V skladu z uporabljenim slogom je bila fasada gledališča okrašena z napisi in reliefi (kot mestna hiša Hošiminh), vendar je bila kritizirana kot preveč okrašena. Leta 1943 je bil del tega okrasja odstranjen, del pa je mestna vlada obnovila za 300. obletnico Sajgona leta 1998. Danes ima operna hiša 500 sedežev.

## Zgodovina
Po invaziji na Kočinčino in ustanovitvi kolonije so leta 1863 francoski kolonisti povabili gledališko skupino v Sajgon, da je nastopila za francosko legijo v vili francoskega admirala na Trgu z urami (francosko Place de l'Horloge, zdaj kot ulici Nguyen Du in Dong Khoi). Kmalu so na mestu današnjega hotela Caravelle zgradili začasno gledališče. Leta 1898 so na mestu starega pričeli graditi novo gledališče, ki je bilo dokončano do 1. januarja 1900.
Med prvo in drugo svetovno vojno je vse stroške mobilizacije in demobilizacije ter druge stroške za gledališke skupine od Francije do Sajgona plačala občinska vlada. Kljub dejstvu, da je bilo gledališče načrtovano kot zabavišče za rastoč srednji razred, je njegovo občinstvo upadalo, saj je v mestu cvetelo vse več nočnih klubov in plesišč. V tem obdobju so bile predstave predstavljene le občasno, nekatere so bili koncerti in drugi Cải lương (oblika sodobne ljudske opere) programi.
Po kritikah gledališke fasade in visokih stroškov organizacije predstav je občinska oblast nameravala gledališče spremeniti v koncertno dvorano (Salle de Concert), a tega nikoli ni uresničila. Namesto tega so leta 1943 z gledališke fasade odstranili okraske, gravure in kipe, da bi gledališče izgledalo bolj mladostno. Leta 1944 je bilo gledališče poškodovano zaradi zavezniških zračnih napadov na japonsko cesarsko vojsko in je prenehalo delovati. Ko se je Japonska predala zavezniškim silam, se je Francija vrnila v Kočinčino. Leta 1954 je francoski poraz v bitki pri Dien Bien Phuju istega leta pripeljal do ženevskih sporazumov. Gledališče je bilo nato uporabljeno kot začasno zatočišče za francoske civiliste, ki so prihajali iz Severnega Vietnama.
Leta 1955 je bilo gledališče obnovljeno kot sedež spodnjega doma države Vietnam, takratne Republike Vietnam. Po padcu Sajgona leta 1975 je začasna revolucionarna vlada v gledališču začela organizirati ljudsko skupščino. Po ponovni združitvi Vietnama leta 1976 je bila stavba obnovljena v prvotni funkciji gledališča. Leta 1998, ob 300. obletnici ustanovitve Sajgona, je občinska vlada dala obnoviti gledališko fasado.
Leta 2020 je bila postaja podzemne železnice Hošiminh Opera House (vietnamsko Ga Nhà hát Thành phố) odprta za ogled javnosti, z delovanjem linije 1 je predviden začetek obratovanja leta 2023.
- Fasada leta 1967
- Mestno gledališče leta 1915
- Notranjost